# MBDA Sea Skua
O MBDA Sea Skua é um Míssil antinavio subsônico de médio alcance. É o principal armamento anti-navio do helicóptero Super Lynx. Pode ser lançado também a partir de navios. Caracteriza-se por ser um armamento leve que pode ser empregado a partir de pequenas plataformas. É capaz de afundar pequenos navios ou causar danos a navios maiores.

## Operadores
- Reino Unido
- Brasil
- Alemanha
- Índia
- Malásia
- Coreia do Sul
- Turquia